# HIM
HIM – fiński zespół metalowy/gothic rock, założony w 1991 roku w Helsinkach przez wokalistę Ville Valo, gitarzystę Mikko Lindströma oraz basistę Mikko Paananena.
Muzycy stworzyli nowy rodzaj muzyki, określając ją jako love metal – głównie ze względu na teksty piosenek. Wśród inspiracji członków HIM, znajdują się zespoły Black Sabbath, Ozzy Osbourne, Iggy Pop, Ramones, Sisters Of Mercy, Pink Floyd, czy Type O Negative. Zespół wystąpił m.in. na festiwalach: duńskim Roskilde, niemieckich Rock Im Park i Rock am Ring, fińskich Ruisrock, Ilosaarirock i Provinssirock, a także na brytyjskim Download Festival.
W marcu 2017 roku zespół ogłosił zakończenie trwającej 26 lat kariery, które poprzedziła trasa pożegnalna.

## Logo
Logo zespołu to heartagram, będący także znakiem towarowym. Kształtem przypomina gwiazdę pięcioramienną, jako że powstał z połączenia pentagramu oraz symbolu serca. Autor heartagramu, Ville Valo, twierdzi, że przedstawia on zarówno miłość, jak i śmierć – główne motywy tekstów HIM. „Jest to przedstawienie idealnej równowagi zachowanej pomiędzy miłością a śmiercią” – jak mawia lider grupy Ville.
Heartagramu – jako swojego logo – używa również amerykański skater Bam Margera, znajomy Ville Valo i gwiazda programu Jackass i Viva la Bam emitowanego w MTV.

## Muzycy

### Ostatni skład zespołu
- Ville Valo – wokal prowadzący, gitara akustyczna (1991–2017)
- Mikko „Linde” Lindström – gitara prowadząca, gitara akustyczna (1991–2017)
- Mikko „Migé” Paananen – gitara basowa, wokal wspierający (1991–2017)
- Janne „Burton” Puurtinen – instrumenty klawiszowe, wokal wspierający (2001–2017)
- Jukka „Kosmo” Kröger – perkusja (2015–2017)

### Byli członkowie zespołu
- Juippi – perkusja (1991–1992)
- Juha Tarvonen – perkusja (1991–1992)
- Oki – gitara (1996)
- Antto Melasniemi – instrumenty klawiszowe (1995–1999)
- Juhana Tuomas „Pätkä” Rantala – perkusja (1995–1999)
- Sergei Ovalov – instrumenty klawiszowe (1999)
- Jussi-Mikko „Juska” Salminen – instrumenty klawiszowe (1999–2001)
- Mika „Gas Lipstick” Karppinen – perkusja (1999-2015)

## Dyskografia

### Albumy
| Rok                            | Album                                                                                         | Pozycja na liście | Pozycja na liście | Pozycja na liście | Pozycja na liście | Pozycja na liście | Pozycja na liście | Pozycja na liście | Pozycja na liście | Pozycja na liście | Pozycja na liście | Pozycja na liście | Certyfikat                                                                       |
| Rok                            | Album                                                                                         | FIN               | AUS               | AUT               | GER               | NOR               | SPA               | SWE               | SWI               | UK                | US                | POL               | Certyfikat                                                                       |
| ------------------------------ | --------------------------------------------------------------------------------------------- | ----------------- | ----------------- | ----------------- | ----------------- | ----------------- | ----------------- | ----------------- | ----------------- | ----------------- | ----------------- | ----------------- | -------------------------------------------------------------------------------- |
| 1997                           | Greatest Lovesongs Vol. 666 - Data: 20 listopada 1997 - Wydawca: BMG                          | 4                 | –                 | –                 | 50                | –                 | –                 | –                 | –                 | –                 | –                 | –                 | - FIN: platyna                                                                   |
| 1999                           | Razorblade Romance - Data: 19 grudnia 1999 - Wydawca: Supersonic Records                      | 1                 | –                 | 1                 | 1                 | –                 | –                 | –                 | 8                 | –                 | –                 | 46                | - FIN: 2×platyna - EU: platyna - GER: platyna, 3×złoto - AUT: złoto - POL: złoto |
| 2001                           | Deep Shadows and Brilliant Highlights - Data: 27 sierpnia 2001 - Wydawca: GUN Records         | 1                 | –                 | 1                 | 2                 | –                 | –                 | 44                | 2                 | –                 | 190               | 3                 | - FIN: platyna - AUT: złoto                                                      |
| 2003                           | Love Metal - Data: 14 kwietnia 2003 - Wydawca: BMG                                            | 1                 | –                 | 5                 | 1                 | 32                | –                 | 11                | 4                 | 55                | 117               | 8                 | - FIN: platyna - GER: złoto                                                      |
| 2005                           | Dark Light - Data: 26 września 2005 - Wydawca: Sire Records                                   | 1                 | 40                | 4                 | 4                 | 13                | 10                | 7                 | 8                 | 18                | 18                | 16                | - FIN: platyna - GER: złoto - US: złoto                                          |
| 2007                           | Venus Doom - Data: 14 września 2007 - Wydawca: Sire Records                                   | 2                 | 32                | 9                 | 3                 | 22                | 22                | 12                | 5                 | 31                | 12                | 48                | - FIN: złoto                                                                     |
| 2010                           | Screamworks: Love In Theory And Practice - Data: 9 lutego 2010 - Wydawca: Sire Records        | 2                 | 36                | 7                 | 4                 | –                 | 27                | 21                | 7                 | 50                | 25                | –                 | - FIN: złoto                                                                     |
| 2013                           | Tears on Tape - Data: 30 kwietnia 2013 - Wydawca: DoubleCross, Razor & Tie, Universal Finland | 2                 | –                 | 7                 | 2                 | –                 | 31                | 48                | 22                | –                 | 15                | –                 |                                                                                  |
| „–” pozycja nie była notowana. |                                                                                               |                   |                   |                   |                   |                   |                   |                   |                   |                   |                   |                   |                                                                                  |

### Albumy koncertowe
| Rok  | Album                                                                  | Pozycja na liście | Pozycja na liście | Pozycja na liście | Pozycja na liście | Pozycja na liście | Pozycja na liście | Pozycja na liście |
| Rok  | Album                                                                  | FIN               | AUS               | AUT               | GER               | SWE               | U.S.              |                   |
| ---- | ---------------------------------------------------------------------- | ----------------- | ----------------- | ----------------- | ----------------- | ----------------- | ----------------- | ----------------- |
| 2008 | Digital Versatile Doom - Data: 1 kwietnia 2008 - Wydawca: Sire Records | 10                | 48                | 35                | 37                | 59                | 168               |                   |

### Minialbumy
| Rok                            | Album                                                                       | Pozycja na liście |
| Rok                            | Album                                                                       | FIN               |
| ------------------------------ | --------------------------------------------------------------------------- | ----------------- |
| 1992                           | Witches and Other Night Fears - Data: 1992 - Wydawca: brak (wydanie własne) | –                 |
| 1995                           | This Is Only the Beginning - Data: 1995 - Wydawca: brak (wydanie własne)    | –                 |
| 1996                           | 666 Ways to Love: Prologue - Data: 16 października 1996 - Wydawca: BMG      | 9                 |
| „–” pozycja nie była notowana. |                                                                             |                   |

### Kompilacje
| Rok                            | Album | Pozycja na liście | Pozycja na liście | Pozycja na liście | Pozycja na liście | Pozycja na liście | Pozycja na liście | Pozycja na liście | Certyfikat     |
| Rok                            | Album | FIN               | AUT               | GER               | NOR               | SWE               | SWI               | UK                | Certyfikat     |
| ------------------------------ | --- | ----------------- | ----------------- | ----------------- | ----------------- | ----------------- | ----------------- | ----------------- | -------------- |
| 2002                           | The Single Collection - Data: 7 października 2002 - Wydawca: BMG                                                              | 12                | –                 | –                 | –                 | –                 | –                 | –                 |                |
| 2004                           | And Love Said No – The Greatest Hits - Data: 15 marca 2004 - Wydawca: BMG                                                     | 2                 | 9                 | 5                 | 32                | 20                | 18                | 30                | - FIN: platyna |
| 2004                           | Greatest Love Songs Vol. 666/Razorblade Romance/Deep Shadows and Brilliant Highlights - Data: 27 września 2004 - Wydawca: BMG | –                 | –                 | –                 | –                 | –                 | –                 | –                 |                |
| 2006                           | Uneasy Listening Vol. 1 - Data: 27 października 2006 - Wydawca: Sony BMG                                                      | 7                 | –                 | 37                | –                 | 55                | 40                | –                 |                |
| 2007                           | Uneasy Listening Vol. 2 - Data: 20 kwietnia 2007 - Wydawca: Sony BMG                                                          | 12                | 71                | 38                | –                 | –                 | 61                | –                 |                |
| 2007                           | Uneasy Listening Vol. 1 & 2 - Data: 9 listopada 2007 - Wydawca: Sony BMG                                                      | –                 | –                 | –                 | –                 | –                 | –                 | –                 |                |
| „–” pozycja nie była notowana. | |                   |                   |                   |                   |                   |                   |                   |                |

### Single
| Rok                            | Tytuł                                         | Pozycja na liście | Pozycja na liście | Pozycja na liście | Pozycja na liście | Pozycja na liście | Pozycja na liście | Pozycja na liście | Pozycja na liście | Pozycja na liście | Album                                    |
| Rok                            | Tytuł                                         | FIN               | AUT               | GER               | NOR               | SWE               | SWI               | UK                | US                | US Mod            | Album                                    |
| ------------------------------ | --------------------------------------------- | ----------------- | ----------------- | ----------------- | ----------------- | ----------------- | ----------------- | ----------------- | ----------------- | ----------------- | ---------------------------------------- |
| 1998                           | „Your Sweet Six Six Six”                      | 7                 | –                 | –                 | –                 | –                 | –                 | –                 | –                 | –                 | Greatest Lovesongs Vol. 666              |
| 1998                           | „Wicked Game”                                 | –                 | –                 | –                 | –                 | –                 | –                 | –                 | –                 | –                 | Greatest Lovesongs Vol. 666              |
| 1998                           | „When Love and Death Embrace”                 | 9                 | –                 | –                 | –                 | –                 | –                 | –                 | –                 | –                 | Greatest Lovesongs Vol. 666              |
| 1999                           | „It's All Tears (Drown in This Love)”         | –                 | –                 | –                 | –                 | –                 | –                 | –                 | –                 | –                 | Greatest Lovesongs Vol. 666              |
| 1999                           | „Join Me in Death”                            | 1                 | 2                 | 1                 | –                 | 52                | 8                 | –                 | –                 | –                 | Razorblade Romance                       |
| 2000                           | „Right Here in My Arms”                       | 1                 | –                 | 22                | –                 | –                 | 45                | –                 | –                 | –                 | Razorblade Romance                       |
| 2000                           | „Poison Girl”                                 | 3                 | –                 | 34                | –                 | –                 | –                 | –                 | –                 | –                 | Razorblade Romance                       |
| 2000                           | „Gone With the Sin”                           | 1                 | –                 | 19                | –                 | –                 | 89                | –                 | –                 | –                 | Razorblade Romance                       |
| 2000                           | "Your Sweet 666”                              | –                 | –                 | –                 | –                 | –                 | –                 | –                 | –                 | –                 | Razorblade Romance                       |
| 2000                           | „Wicked Game”                                 | –                 | –                 | –                 | –                 | –                 | –                 | –                 | –                 | –                 | Razorblade Romance                       |
| 2001                           | „Pretending”                                  | 1                 | 36                | 10                | –                 | –                 | 32                | –                 | –                 | –                 | Deep Shadows and Brilliant Highlights    |
| 2001                           | „In Joy and Sorrow”                           | 2                 | –                 | 17                | –                 | –                 | 98                | –                 | –                 | –                 | Deep Shadows and Brilliant Highlights    |
| 2002                           | „Heartache Every Moment & Close to the Flame” | 2                 | –                 | 20                | –                 | –                 | 88                | –                 | –                 | –                 | Deep Shadows and Brilliant Highlights    |
| 2003                           | „The Funeral of Hearts”                       | 1                 | 26                | 3                 | –                 | –                 | 24                | 15                | –                 | –                 | Love Metal                               |
| 2003                           | „Buried Alive By Love”                        | –                 | 66                | 27                | –                 | –                 | 98                | 30                | –                 | –                 | Love Metal                               |
| 2003                           | „The Sacrament”                               | 4                 | 47                | 22                | –                 | –                 | 71                | 23                | –                 | –                 | Love Metal                               |
| 2004                           | „Solitary Man”                                | 2                 | 45                | 17                | –                 | 37                | 40                | 9                 | –                 | –                 | And Love Said No – The Greatest Hits     |
| 2004                           | „And Love Said No”                            | 2                 | –                 | –                 | –                 | –                 | –                 | –                 | –                 | –                 | And Love Said No – The Greatest Hits     |
| 2005                           | „Wings of a Butterfly”                        | 1                 | 12                | 10                | 18                | 12                | 28                | 10                | 97                | 19                | Dark Light                               |
| 2005                           | „Vampire Heart”                               | –                 | –                 | –                 | –                 | –                 | –                 | –                 | –                 | –                 | Dark Light                               |
| 2006                           | „Killing Loneliness”                          | 2                 | 56                | 32                | –                 | –                 | 44                | 26                | –                 | –                 | Dark Light                               |
| 2006                           | „In Joy and Sorrow/Pretending”                | 1                 | –                 | –                 | –                 | –                 | –                 | –                 | –                 | –                 | Uneasy Listening Vol. 1                  |
| 2007                           | „The Kiss of Dawn”                            | 2                 | –                 | 44                | –                 | 30                | –                 | 59                | –                 | –                 | Venus Doom                               |
| 2007                           | „Bleed Well”                                  | –                 | –                 | –                 | –                 | –                 | –                 | –                 | –                 | –                 | Venus Doom                               |
| 2009                           | „Heartkiller”                                 | 8                 | –                 | –                 | –                 | –                 | –                 | –                 | 4                 | 1                 |                                          |
| 2009                           | „Scared to Death”                             | –                 | –                 | –                 | –                 | –                 | –                 | –                 | –                 | –                 | Screamworks: Love In Theory And Practice |
| 2012                           | „Strange World”                               | –                 | –                 | –                 | –                 | –                 | –                 | –                 | –                 | –                 | Screamworks: Love In Theory And Practice |
| „–” pozycja nie była notowana. |                                               |                   |                   |                   |                   |                   |                   |                   |                   |                   |                                          |

## Wideografia
| 2004                           | The Video Collection: 1997 – 2003 - Data: 7 grudnia 2004 - Wydawca: Sony BMG | –  | –  | –  | –   |                |
| 2005                           | Love Metal Archives Vol. I - Data: 25 kwietnia 2005 - Wydawca: Sony BMG      | –  | –  | 15 | –   | - FIN: platyna |
| 2008                           | Digital Versatile Doom - Data: 1 kwietnia 2008 - Wydawca: Sire Records       | 10 | 48 | 37 | 168 |                |
| „–” pozycja nie była notowana. |                                                                              |    |    |    |     |                |

## Teledyski
| Rok  | Tytuł                              | Reżyseria        |
| ---- | ---------------------------------- | ---------------- |
| 1996 | „Wicked Game” (version 1)          | Antto Melasniemi |
| 1998 | „Wicked Game” (version 2)          | Markus Walter    |
| 1999 | „When Love and Death Embrace”      | Mikko Pitkänen   |
| 1999 | „Join Me in Death” (version 1)     | Robert Wilde     |
| 2000 | „Right Here in My Arms”            | Pasi Pauni       |
| 2000 | „Poison Girl”                      | –                |
| 2000 | „Gone With the Sin”                | Ercin Filizli    |
| 2000 | „Join Me in Death” (version 2)     | John Hillcoat    |
| 2000 | „Wicked Game” (version 3)          | Bill Yükich      |
| 2001 | „Pretending”                       | Kevin Godley     |
| 2001 | „In Joy and Sorrow”                | John Hillcoat    |
| 2001 | „Heartache Every Moment”           | –                |
| 2002 | „Close to the Flame”               | –                |
| 2003 | „The Funeral of Hearts”            | Stefan Lindfors  |
| 2003 | „Buried Alive By Love”             | Bam Margera      |
| 2004 | „The Sacrament”                    | Bam Margera      |
| 2004 | „Solitary Man”                     | Bam Margera      |
| 2004 | „And Love Said No”                 | Bam Margera      |
| 2005 | „Rip Out The Wings of a Butterfly” | Meiert Avis      |
| 2005 | „Killing Loneliness” (version 1)   | Noble Jones      |
| 2006 | „Killing Loneliness” (version 2)   | Nathan Cox       |
| 2007 | „The Kiss of Dawn”                 | Meiert Avis      |
| 2007 | „Bleed Well”                       | Meiert Avis      |

## Nagrody i wyróżnienia
| Rok  | Kategoria             | Tytułem                     | Nagroda                     | Nota      | Źródło |
| ---- | --------------------- | --------------------------- | --------------------------- | --------- | ------ |
| 1997 | Vuoden yhtyetulokas   | HIM                         | Emma-gaala                  | Laur      | [ 34 ] |
| 1997 | Vuoden debyyttialbumi | Greatest Lovesongs Vol. 666 | Emma-gaala                  | Laur      | [ 34 ] |
| 2000 | Vuoden yhtye          | HIM                         | Emma-gaala                  | Laur      | [ 35 ] |
| 2000 | Vuoden albumi         | Razorblade Romance          | Emma-gaala                  | Laur      | [ 35 ] |
| 2004 | Best Video            | „Funeral of Hearts”         | Kerrang! Awards             | Laur      | [ 36 ] |
| 2005 | Rock-albumi           | Dark Light                  | Emma-gaala                  | Laur      | [ 37 ] |
| 2005 | Vuoden biisi          | „Wings of a Butterfly”      | Emma-gaala                  | Laur      | [ 37 ] |
| 2012 | Most Dedicated Fans   | HIM                         | Revolver Golden Gods Awards | Nominacja | [ 38 ] |
| 2013 | Most Dedicated Fans   | HIM                         | Revolver Golden Gods Awards | Laur      | [ 39 ] |